# Gare de Bouvignes
La gare de Bouvignes, est une ancienne gare ferroviaire belge de la ligne 154, de Namur à Dinant et Givet (F) située à Bouvignes-sur-Meuse, ancienne ville faisant désormais partie de la ville de Dinant, en région wallonne dans la province de Namur.
Mise en service en 1891 par la Compagnie du Nord - Belge, elle est fermée en 1984.

## Situation ferroviaire
La gare de Bouvignes se trouvait au point kilométrique (PK) 25,8 de la 154, de Namur à Dinant et Givet (F), entre la halte, fermée, de Houx et la gare de Dinant. Du temps du Nord - Belge, elle constituait le PK 85,1 en partant de Liège-Longdoz et un autre point d'arrêt appartenant à l’État belge desservait Bouvignies ±1 km en amont.

## Histoire

### Origines
En 1862, la Compagnie du Nord - Belge inaugure les sections Namur - Dinant et Dinant - Heer-Agimont de sa ligne de Namur à Givet, actuelle ligne 154 (Infrabel). Il n'y a alors pas de gare sur les 8 km entre Yvoir et Dinant.
L'ancienne ville fortifiée de Bouvignes, rivale de Dinant, obtient finalement un point d'arrêt le 10 juin 1891. Établi directement sur le muret surélevé de la ligne, accolé à la Meuse, il est dépourvu de bâtiment en dehors d'un grand abri en fonte, fer forgé et briques, largement vitré, en encorbellement du côté de la route nationale. Le quai 1 était lui-même débordant, soutenu par des colonnes métalliques. L'autre quai était décalé vers le nord en raison du manque de place.

### Bouvignes État belge
L’Administration des chemins de fer de l’État belge avait obtenu du Nord - Belge le droit d'emprunter la section Neffe - Dinant - Anhée / Yvoir, mise à double voie, afin de relier entre-elles la ligne d'Athus-Meuse (L165/166), la ligne de la Molignée (section nord de la L150) et la ligne du Bocq (L128). La gare de Dinant était d'ailleurs devenue commune aux deux réseaux en 1892 mais la cohabitation était régie par des conditions draconiennes.
Le 1er mai 1896, l’État belge inaugure son propre arrêt à Bouvignes, ±1 km en direction de Dinant. Aucune image de ce point d'arrêt, appelé « Bouvignes-État », ne nous est parvenu. La nationalisation du Nord-Belge en 1940 a rendu son existence inutile et il a disparu dans la foulée.

### SNCB
En raison de l'entrée en guerre, la Société nationale des chemins de fer belges (créée en 1926 pour remplacer les Chemins de fer de l’État belge) récupère les concessions ferroviaires du Nord-Belge un an avant leur expiration. Les infrastructures, hommes et véhiculent passent sous le giron de la SNCB qui exploite la halte de Bouvignes en traction vapeur, puis diesel.
La veille de l'entrée en vigueur du Plan IC-IR le 3 juin 1984, la SNCB ferme plusieurs arrêts sur la ligne 154, dont celui de Bouvignes, jugé trop peu fréquenté. Le quai en encorbellement et l'abri en fer forgé sont épargnés par les travaux d'électrification, qui s'étalent de 1985 à 1990, mais sont finalement détruits en juillet 1990.